# Bernardo Maria Toscano de Figueiredo e Albuquerque
Bernardo Maria Toscano de Figueiredo e Albuquerque (? - Março de 1892), 1.º Visconde de Valdoeiro, foi um empresário agrícola e político português.

## Família
Filho de Manuel Maria Toscano de Figueiredo e Albuquerque e de Teresa de Jesus. Manuel Maria Toscano de Figueiredo e Albuquerque foi casado com Ana Albertina Botelho de Lacerda Lobo, filha  de Constantino Botelho de Lacerda Lobo (Murça, Murça, 1752 - Mealhada, Vacariça, 1822) e de sua segunda mulher Joaquina Felicíssima Torres de Oliveira,  mas do seu casamento não houve geração.
Neto paterno de Manuel Toscano de Figueiredo e Albuquerque, que teve carta de padrão de tença a título do Hábito da Ordem de Santiago da Espada em 30.5.1792 (ANTT, Registo Geral das Mercês, D. Maria I, liv. 27, fl. 102v) e de D. Joaquina Inácia de Cerveira. 
Bisneto paterno de Bernardo José Toscano e de D. Sebastiana Delfina e materno de Manuel da Silveira Valente e de D. Eulália Maria, todos pessoas nobres, conforme é declarado na Leitura de Bachareis do seu neto Manuel Maria.

## Biografia
Proprietário, Senhor da Casa de Valdoeiro, que ostenta Armas envoltas no manto de Par do Reino, esquarteladas de Figueiredo, de Albuquerque, Brandão e Toscano com timbre de Figueiredo e encimadas por coroa de Visconde, e Senhor da Casa da Vacariça, ambas na Vacariça, Mealhada, etc, Par do Reino.
O título de 1.º Visconde de Valdoeiro foi-lhe concedido por Decreto e Carta de D. Luís I de Portugal de 22 de Março de 1881.

## Casamentos e descendência
Casou com Luísa Amélia Romão de Campos Vidal, natural da extinta freguesia de S. pedro da cidade de Coimbra, filha do Dr. António José Rodrigues Vidal e de sua mulher D. Luísa Libânia Vieira de Campos (ou de Campos Vieira), de quem teve dois filhos e uma filha: 
- Alexandrina Amélia Toscano de Figueiredo e Albuquerque, que segue.
- Engº José Toscano de Figueiredo e Albuquerque, que segue.
- e Dr. Manuel Maria Toscano de Figueiredo e Albuquerque, que segue.

- Alexandrina Amélia Toscano de Figueiredo e Albuquerque (c. de 1860 - Carregal do Sal, Oliveira do Conde, Casa da Torre, 22 de Outubro de 1938), casada na Casa da Vacariça em 1887 com o Dr. José Cardoso de Soveral Martins (Carregal do Sal, Oliveira do Conde, 1853 - Carregal do Sal, Oliveira do Conde, 22 de Maio de 1937), herdeiro e 11.º Senhor da Casa da Torre em Oliveira do Conde, Carregal do Sal, onde viveram, de seu tio-avô paterno o Rev. Luís António de Soveral Tavares, Abade de Oliveira do Conde, Licenciado em Direito pela Universidade de Coimbra, que foi advogado e notário em Oliveira do Conde e Viseu, etc, e primo-irmão de Alfredo Cardoso de Soveral Martins, com geração feminina; bisavós da nora de Marcelo Rebelo de Sousa[7]
- Eng.º José Toscano de Figueiredo e Albuquerque (8 de Fevereiro de 1869 - 1 de Maio de 1917), Engenheiro, Senhor da Casa de Valdoeiro, Representante do Título de Visconde de Valdoeiro, casado com Virgolina Maria Baptista, de quem teve três filhos:
  - José Baptista Toscano casado com Maria Emilia Duarte;
  - Maria Helena Toscano de Figueiredo e Albuquerque (Coimbra, Almedina, 12 de Fevereiro de 1893 - ?), Herdeira e Senhora da Casa de Valdoeiro, Representante do Título de Viscondessa de Valdoeiro, casada a 10 de Julho de 1918 com o Dr. Leonardo de Miranda Coelho (Anadia, Óis do Bairro, 1892 - ?), Bacharel formado em Direito pela Faculdade de Direito da Universidade de Coimbra, Conservador do Registo Civil, filho de Francisco Joaquim Coelho e de sua mulher Rosa de Jesus de Miranda, com geração feminina;
  - Maria Alda Toscano Figueiredo e Albuquerque casada com Justino Nunes de Melo;
- Dr. Manuel Maria Toscano de Figueiredo e Albuquerque (3 de Maio de 1874 - ?), advogado, Senhor da Casa da Vacariça, que casou em 22 de Julho de 1900 na Igreja de S. Pedro de Cantanhede com D. Corina Coelho de Sampaio e Castro, nascida em 24 de Novembro de 1879, e aí batizada em 25 de Dezembro do mesmo ano, filha de Aires de Sá Pereira e Castro, e de  D. Maria Madalena Forte Coelho de Sampaio, de quem teve dois filhos:
  - Corina Manuel Coelho de Sampaio e Castro Toscano, nascida em Cantanhede em 1902, que casou com o Dr. Alfredo Pinto do Souto, nascido em Aveiro em 21 de Março de 1897 e pais de Alfredo Manuel Coelho de Sampaio e Castro Toscano Pinto do Souto, nascido em em Lisboa (Santa Isabel) em 7 de Novembro de 1927, e falecido em Lisboa (São Domingos de Benfica) em 23 de Junho de 2011, casado com D. Maria Antónia Marçal Rodrigues, com geração, e de Madalena Coelho de Sampaio e Castro Toscano Pinto de Souto.
  - Maria Madalena Coelho de Sampaio e Castro Toscano de Albuquerque, casada com Carlos Homem de Sá e Serpa, com geração, avós paternos de Nuno Homem de Sá.